# Moribaetis mimbresaurus
Moribaetis mimbresaurus är en dagsländeart som beskrevs av Mccafferty 2007. Moribaetis mimbresaurus ingår i släktet Moribaetis och familjen ådagsländor. Inga underarter finns listade i Catalogue of Life.